# 2,4-Hexadienal
2,4-Hexadienal ist eine chemische Verbindung aus der Gruppe der ungesättigten Aldehyde.

## Vorkommen

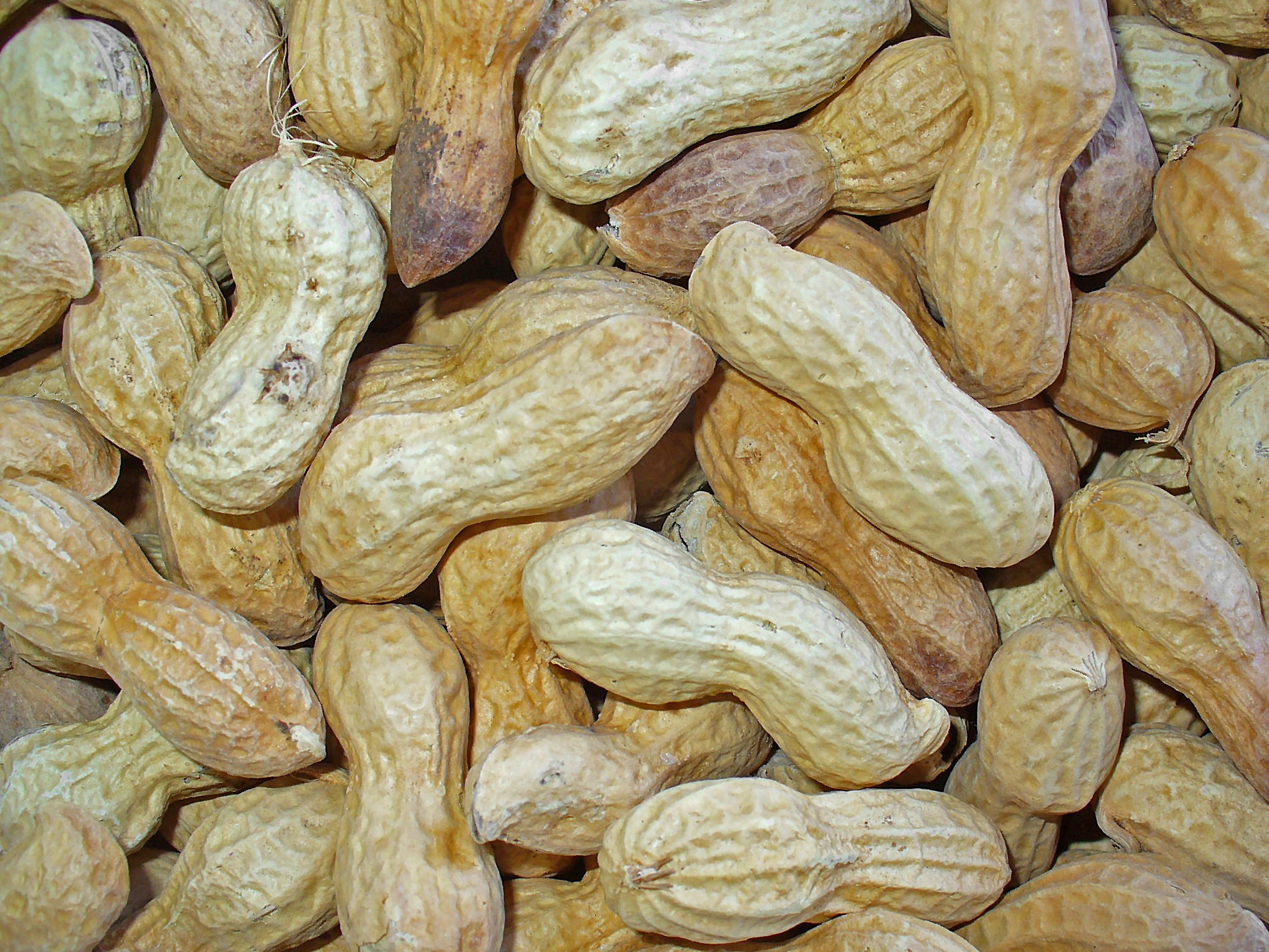
Erdnüsse (Arachis hypogaea)

2,4-Hexadienal kommt natürlich als Autooxidationsprodukt von mehrfach ungesättigten Fettsäuren pflanzlichen und tierischen Ursprungs natürlich vor. Die trans,trans-Form der Verbindung wurde in Oliven, rohen und gerösteten Erdnüssen, Tomaten, Kaviar, Fisch, auto-oxidiertem Lachsöl, Tee, Aprikosen, Erdbeeren, Weizenbrot, russischem Käse, gekochtem Huhn und Rindfleisch, gekochtem Hammelfleisch, Hopfenöl, Sojabohnen, Reis, Buchweizen, Malz, Kiwis und Jakobsmuscheln nachgewiesen.

## Gewinnung und Darstellung
2,4-Hexadienal kann durch Kondensation von Acetaldehyd gewonnen werden (zum Beispiel durch langsames Erhitzen von Crotonaldehyd mit Acetaldehyd in Gegenwart von Pyridin bei 85 bis 90 °C).

## Eigenschaften
2,4-Hexadienal ist eine farblose bis gelbliche, klare Flüssigkeit, mit einem süßen, grünen, würzigen, blumigen oder zitrusartigen Geruch, die praktisch unlöslich in Wasser ist. 2,4-Hexadienal ist im Handel als > 95 % reines Gemisch aus trans,trans- (≈80 %) und cis,trans- (10–16 %) Isomer erhältlich.

## Verwendung
2,4-Hexadienal wird als Aromastoff in der Lebensmittelindustrie und als Zwischenprodukt bei der Herstellung anderer Chemikalien (zum Beispiel 3,5,7-Nonatrien-2-on und Sorbinsäure) verwendet. Es wird auch als chemisches Zwischenprodukt bei der Herstellung von Polymethinfarbstoffen, bei der Herstellung von Mitomycinen und Antihypercholesteraemika und als Korrosionsschutzmittel für Stahl eingesetzt. Als Monomer dient es bei Reaktionen mit Silan-Comonomeren zur Herstellung von Polyalkenyloxysilan-Polymeren und wird auch als Begasungsmittel gegen Larven der Karibischen Fruchtfliege (Anastrepha suspensa) verwendet.

## Regulierung
Über den Safe Drinking Water and Toxic Enforcement Act of 1986 besteht in Kalifornien seit 4. März 2005 eine Kennzeichnungspflicht für Produkte, die 2,4-Hexadienal (89% trans, trans isomer; 11% cis, trans isomer) enthalten.

## Externe Links zu erwähnten Verbindungen
1. ↑  Externe Identifikatoren von bzw. Datenbank-Links zu (2E,4E)-2,4-Hexadienal:  CAS-Nr.: 142-83-6, EG-Nr.: 205-564-3, ECHA-InfoCard: 100.005.059, PubChem: 637564, ChemSpider: 553167, Wikidata: Q27155883.
2. ↑  Externe Identifikatoren von bzw. Datenbank-Links zu (2E,4Z)-2,4-Hexadienal:  CAS-Nr.: 53398-76-8, PubChem: 643949, ChemSpider: 559038, Wikidata: Q82864775.
3. ↑  Externe Identifikatoren von bzw. Datenbank-Links zu (2Z,4E)-2,4-Hexadienal:  CAS-Nr.: 54716-12-0, PubChem: 11829369, ChemSpider: 10004016, Wikidata: Q125380136.
4. ↑  Externe Identifikatoren von bzw. Datenbank-Links zu (2Z,4Z)-2,4-Hexadienal:  CAS-Nr.: 4488-47-5, PubChem: 8901, ChemSpider: 57452368, Wikidata: Q125380172.
5. ↑  Externe Identifikatoren von bzw. Datenbank-Links zu 3,5,7-Nonatrien-2-on:  CAS-Nr.: 17609-32-4, PubChem: 86592, ChemSpider: 78100, Wikidata: Q125380595.